# Dwikorakabinet III
Het Dwikorakabinet III (Indonesisch: Kabinet Dwikora III), officieel het Opnieuw Verbeterde Dwikorakabinet (Kabinet Dwikora Yang Disempurnakan Lagi) was een Indonesisch kabinet dat vier maanden lang regeerde in 1966. Het kabinet werd ingesteld door president Soekarno nadat vijftien ministers uit zijn vorige Dwikorakabinet II waren gearresteerd. Dit kabinet was het laatste kabinet met Soekarno in de rol van zowel president als minister-president. De feitelijke macht lag, na de Supersemar van maart 1966, echter steeds meer bij luitenant-generaal Soeharto.

## Samenstelling
Het voorgaande Dwikorakabinet II stond bekend als het "Kabinet met Honderd Ministers" (Kabinet Seratus Menteri), maar ook dit nieuwe kabinet had weer een zeer groot aantal ministers. De opzet van het kabinet was geheel anders dan die van de vorige kabinetten. Vanaf Kabinet Kerja III (1962) waren in elk kabinet ongeveer tien thematische ministersgroepen, geleid door een 'coördinerend minister'. Dit nieuwe kabinet had een 'kernkabinet' bestaande uit de premier (Soekarno) en zes vicepremiers. Elk van de vicepremiers gaf leiding aan een thematische groep van ministeries (geleid door een minister) en departementen (geleid door een minister of onderminister). De functie van coördinerend minister was afgeschaft.

### Minister-president
| Nr. | Ministerspost | Minister | Minister | Partij |
| --- | --- | -------- | -------- | ------ |
| 1   | Minister-President (tevens president, hoge commandant der strijdkrachten, mandataris van het Tijdelijke Raadgevend Volkscongres (MPRS) en 'groot leider van de revolutie') |          | Soekarno |        |

Minister-president Soekarno vormde samen met de zes vicepremiers (Wakil Perdana Menteri en bekend onder de afkorting Waperdam) het presidium. Het presidium werd geleid door vicepremier Johannes Leimena (Algemene Zaken) en bestond verder uit Adam Malik (Sociale en Politieke Zaken), sultan Hamengkoeboewono IX (Economie, Financiën en Ontwikkeling), luitenant-generaal Soeharto (Defensie en Veiligheid), Roeslan Abdulgani (Politieke Instituties) en Idham Chalid (Bestuursorganen). Elk van de zes vicepremiers leidde een thematische ministersgroep, zoals hieronder voorgesteld.

### Algemene Zaken
| Nr. | Ministerspost                                                                     | Minister | Minister             | Partij   |
| --- | --------------------------------------------------------------------------------- | -------- | -------------------- | -------- |
| 2   | Vicepremier voor Algemene Zaken                                                   |          | Johannes Leimena     | Parkindo |
| 3   | Minister / Staatssecretaris                                                       |          | Mohammad Ichsan      |          |
| 4   | Privésecretaris van de President voor Algemene Zaken                              |          | Munadjat Danusaputro |          |
| 5   | Minister / Secretaris van Kabinet en Presidium                                    |          | Hoegeng Imam Santoso |          |
| 6   | Plaatsvervangend Minister / Vice-Staatssecretaris en -Secretaris van de President |          | Djamin Ginting       |          |

### Sociale en Politieke Zaken
| Nr. | Ministerspost                                                    | Minister                            | Minister                               | Partij       |
| --- | ---------------------------------------------------------------- | ----------------------------------- | -------------------------------------- | ------------ |
| 7   | Vicepremier voor Sociale en Politieke Zaken                      |                                     | Adam Malik                             | Murba        |
| 8   | Assistent-Vicepremier voor Sociale en Politieke Zaken            |                                     | Mursid                                 |              |
| 9   | Minister van Binnenlandse Zaken                                  |                                     | Basuki Rahmat                          |              |
| 10  | (Onder)Minister voor Ontwikkeling van Dorpsgemeenschappen        |                                     | Aminuddin Azis                         |              |
| 11  | (Onder)Minister van Landbouwzaken                                |                                     | Rudolf Hermanses                       |              |
| 12  | (Onder)Minister van Transmigratie                                |                                     | Sujono Suparto                         |              |
| 13  | Minister van Buitenlandse Zaken                                  |                                     | Adam Malik                             | Murba        |
| 14  | Minister van Informatie                                          |                                     | W.J. Rumambi                           |              |
| 15  | Minister van Onderwijs en Cultuur                                |                                     | Sarino Mangunpranoto                   | PNI          |
| 16  | (Onder)Minister van Basisonderwijs                               |                                     | Moh. Said Reksohadiprodjo              |              |
| 17  | (Onder)Minister van Hoger Onderwijs                              |                                     | Mashuri                                |              |
| 18  | (Onder)Minister van Sport                                        |                                     | Maladi                                 |              |
| 19  | (Onder)Minister van Cultuur                                      |                                     | Sarino Mangunpranoto                   | PNI          |
| 20  | Minister van Godsdienst                                          |                                     | Saifuddin Zuhri                        | NU           |
| 21  | (Onder)Minister van Hadj                                         |                                     | Farid Ma'ruf                           |              |
| 22  | Assistent-Minister van Godsdienst voor Verhoudingen met Oelama's |                                     | Marzuki Yatim                          |              |
| 23  | Minister van Sociale Zaken                                       |                                     | Muljadi Djojomartono                   | v/h Masjoemi |
| 24  | Minister van Justitie / Voorzitter van het Hooggerechtshof       |                                     | Wirjono Prodjodikoro (tot 25 mei 1966) |              |
| 24  | Minister van Justitie / Voorzitter van het Hooggerechtshof       | Oemar Seno Adji (vanaf 25 mei 1966) |                                        |              |
| 25  | Minister van Arbeid                                              |                                     | Awaluddin Djamin                       |              |
| 26  | Minister van Gezondheid                                          |                                     | Satrio                                 |              |

### Economie, Financiën en Ontwikkeling
| Nr. | Ministerspost                                                            | Minister | Minister                        | Partij |
| --- | ------------------------------------------------------------------------ | -------- | ------------------------------- | ------ |
| 27  | Vicepremier voor Economie, Financiën en Ontwikkeling                     |          | Hamengkoeboewono IX             |        |
| 28  | Assistenten van de Vicepremier voor Economie, Financiën en Ontwikkeling  |          | Ali Sadikin (tot 27 april 1966) |        |
| 29  | Assistenten van de Vicepremier voor Economie, Financiën en Ontwikkeling  |          | Arifin Harahap                  |        |
| 30  | Assistenten van de Vicepremier voor Economie, Financiën en Ontwikkeling  |          | J.D. Massie                     |        |
| 31  | Assistenten van de Vicepremier voor Economie, Financiën en Ontwikkeling  |          | Ahmad Sukendro                  |        |
| 32  | Assistenten van de Vicepremier voor Economie, Financiën en Ontwikkeling  |          | T.D. Pardede                    |        |
| 33  | Minister van Handel                                                      |          | Ashari Danudirdjo               |        |
| 34  | Onderminister van Handel                                                 |          | Abdurachman Prawirakusumah      |        |
| 35  | (Onder)Minister van Zakelijke Samenwerking                               |          | Achmad Tirtosudiro              |        |
| 36  | Minister van Financiën                                                   |          | Soemarno                        | PNI    |
| 37  | (Onder)Minister voor Centrale Bank-zaken / Gouverneur van Bank Indonesia |          | Radius Prawiro                  |        |
| 38  | (Onder)Minister van de Staatsbegroting                                   |          | HA Pandelaki                    |        |
| 39  | (Onder)Minister van Bankhervormingen en Investeringen                    |          | Suhardi                         |        |
| 40  | Minister van Openbare Werken en Energie                                  |          | Soetami                         |        |
| 41  | (Onder)Minister van Elektriciteit en Energie                             |          | Hartono                         |        |
| 42  | (Onder)Minister van Watervoorziening                                     |          | P.C. Harjasudirdja              |        |
| 43  | (Onder)Minister van Wegen                                                |          | Suharto                         |        |
| 44  | Minister van Woningen en Ontwikkeling                                    |          | David Gee Cheng                 |        |
| 45  | Minister van Mijnbouw, Olie en Aardgas                                   |          | Ibnu Sutowo                     |        |
| 46  | (Onder)Minister van Olie en Aardgas                                      |          | Ibnu Sutowo                     |        |
| 47  | (Onder)Minister van Mijnbouw                                             |          | R. Pringadi                     |        |
| 48  | Minister van Basis- en Kleine Industrie                                  |          | Muhammad Jusuf                  |        |
| 49  | (Onder)Minister van Basisindustrie                                       |          | Muhammad Jusuf                  |        |
| 50  | (Onder)Minister van Kleine Industrie                                     |          | Suharnoko Harbani               |        |
| 51  | (Onder)Minister van Maritieme Industrie                                  |          | Mardanus                        |        |
| 52  | (Onder)Minister van Luchtvaartindustrie                                  |          | Jacob Salatun                   |        |
| 53  | Minister van Textielindustrie en Ambacht                                 |          | Hadi Thayeb                     |        |
| 54  | (Onder)Minister van Textielindustrie                                     |          | Sjafiun                         |        |
| 55  | (Onder)Minister van Ambacht                                              |          | Hadi Thayeb (ad-interim)        |        |
| 56  | Minister van Landbouw                                                    |          | Frans Seda                      | PK     |
| 57  | (Onder)Minister van Tuinbouw                                             |          | Frans Seda                      | PK     |
| 58  | (Onder)Minister van Bosbouw                                              |          | Soedjarwo                       |        |
| 59  | (Onder)Minister van Visserij                                             |          | Hamzah Atmohandojo              |        |
| 60  | Minister van Ontwikkeling van Speciale Projecten                         |          | Makki Perdana Kusumah           |        |
| 61  | (Onder)Minister voor de hoofdweg van Sumatra                             |          | Slamet Bratanata                |        |
| 62  | (Onder)Minister voor Speciale Projecten                                  |          | Makki Perdana Kusumah           |        |
| 63  | Minister van Transport                                                   |          | Jatidjan                        |        |
| 64  | (Onder)Minister van Grondtransport                                       |          | Utojo Utomo                     |        |
| 65  | (Onder)Minister van Zeevaart                                             |          | Susatyo Mardi                   |        |
| 66  | (Onder)Minister van Luchtvaart                                           |          | Partono                         |        |
| 67  | (Onder)Minister van Post en Telecommunicatie                             |          | SH Simatupang                   |        |

N.B. In tegenstelling tot het vorige kabinet was er geen Minister van Toerisme. Toerisme viel rechtstreeks onder de verantwoordelijkheid van de Vicepremier voor Economie, Financiën en Ontwikkeling, sultan Hamengkoeboewono IX.

### Defensie en Veiligheid
| Nr. | Ministerspost                                        | Minister                               | Minister                                  | Partij |
| --- | ---------------------------------------------------- | -------------------------------------- | ----------------------------------------- | ------ |
| 68  | Vicepremier voor Defensie en Veiligheid              |                                        | Soeharto                                  |        |
| 69  | Minister / Commandant van de landmacht               |                                        | Soeharto                                  |        |
| 70  | Minister / Commandant van de marine                  |                                        | Moeljadi                                  |        |
| 71  | Assistent van de Minister / Commandant van de marine |                                        | Hartono                                   |        |
| 72  | Minister / Commandant van de luchtmacht              |                                        | Sri Mulyono Herlambang (tot 7 april 1966) |        |
| 72  | Minister / Commandant van de luchtmacht              | Roesmin Noerjadin (vanaf 7 april 1966) |                                           |        |
| 73  | Minister / Commandant van de politie                 |                                        | Soetjipto Joedodihardjo                   |        |
| 74  | Minister van Demobilisering en Soldatenpensioenen    |                                        | M. Sarbini                                |        |
| 75  | Procureur-generaal                                   |                                        | Sugih Arto                                |        |

### Politieke Instituties
| Nr. | Ministerspost                                                        | Minister | Minister            | Partij |
| --- | -------------------------------------------------------------------- | -------- | ------------------- | ------ |
| 76  | Vicepremier voor Politieke Instituties                               |          | Roeslan Abdulgani   | PNI    |
| 77  | Assistent van de Vicepremier voor Politieke Instituties              |          | Fattah Jasin        | NU     |
| 78  | Minister / Secretaris-Generaal van het Nationaal Front               |          | Achmad Sjaichu      |        |
| 79  | Onderministers / Vice-Secretarissen-Generaal van het Nationaal Front |          | Dahlan Djambek      |        |
| 80  | Onderministers / Vice-Secretarissen-Generaal van het Nationaal Front |          | Djamin Ginting      |        |
| 81  | Minister / Nationaal Onderzoeksagentschap                            |          | Suhadi Reksowardojo |        |
| 82  | Minister / Nationale Ontwikkelingsplanning                           |          | Dr. Suharto         |        |
| 83  | Minister / Nationaal Kernenergie-agentschap                          |          | G.A. Siwabessy      |        |
| 84  | Minister / Nationaal Veiligheidsagentschap                           |          | Wilujo Puspojudo    |        |
| 85  | Minister / 'Instituut voor de Revolutionaire Ziel'                   |          | Roeslan Abdulgani   | PNI    |

### Bestuursorganen
| Nr. | Ministerspost                                                                        | Minister | Minister                 | Partij |
| --- | ------------------------------------------------------------------------------------ | -------- | ------------------------ | ------ |
| 86  | Vicepremier voor Bestuursorganen                                                     |          | Idham Chalid             | NU     |
| 87  | Voorzitter van het Tijdelijke Raadgevend Volkscongres (MPRS)                         |          | Wilujo Puspojudo         |        |
| 88  | Vicevoorzitters van het Tijdelijke Raadgevend Volkscongres (MPRS)                    |          | Idham Chalid             | NU     |
| 89  | Vicevoorzitters van het Tijdelijke Raadgevend Volkscongres (MPRS)                    |          | Ali Sastroamidjojo       | PNI    |
| 90  | Leden van de Adviesraad van het Tijdelijke Raadgevend Volkscongres (MPRS)            |          | Sartono                  | PNI    |
| 91  | Leden van de Adviesraad van het Tijdelijke Raadgevend Volkscongres (MPRS)            |          | Soejono Hadinoto         |        |
| 92  | Voorzitter van de Volksvertegenwoordigingsraad voor "Wederzijdse Hulp" (DPR-GR)      |          | Mursalin Daeng Mamangung |        |
| 93  | Vicevoorzitters van de Volksvertegenwoordigingsraad voor "Wederzijdse Hulp" (DPR-GR) |          | Achmad Sjaichu           |        |
| 94  | Vicevoorzitters van de Volksvertegenwoordigingsraad voor "Wederzijdse Hulp" (DPR-GR) |          | Syarief Thayeb           |        |
| 95  | Vicevoorzitters van de Volksvertegenwoordigingsraad voor "Wederzijdse Hulp" (DPR-GR) |          | Asmara Hadi              |        |
| 96  | Vicevoorzitters van de Volksvertegenwoordigingsraad voor "Wederzijdse Hulp" (DPR-GR) |          | Mursalin Daeng Mamangung |        |
| 97  | Voorzitter van de Financiële Controlecommissie                                       |          | Suprajogi                |        |